# Piassagera
Piassagera is een geslacht van hooiwagens uit de familie Gonyleptidae.
De wetenschappelijke naam Piassagera is voor het eerst geldig gepubliceerd door Roewer in 1928. 

## Soorten
Piassagera is monotypisch en omvat slechts de volgende soort:
- Piassagera brieni